# Орзанвенцо (Верчели)
Орзанвенцо је насеље у Италији у округу Верчели, региону Пијемонт.
Према процени из 2011. у насељу је живело 73 становника. Насеље се налази на надморској висини од 673 м.